# 聖卡洛斯 (智利)
36°25′29″S 71°57′29″W / 36.42472°S 71.95806°W

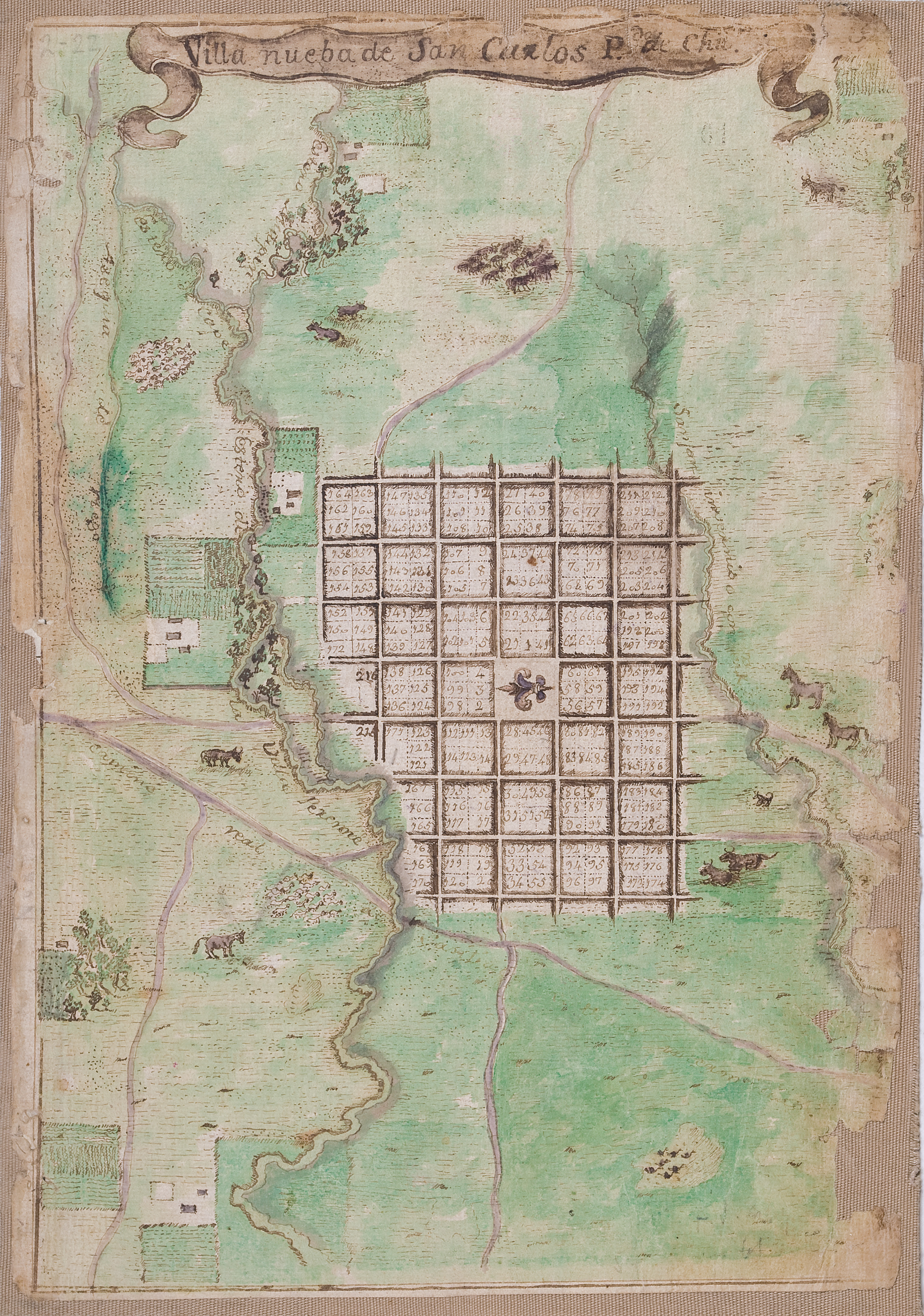

聖卡洛斯（西班牙語：San Carlos），是智利的城市，位於該國中部比奧比奧大區的紐布萊省，始建於1800年7月3日，面積874平方公里，海拔高度161米，2012年人口51,035人，人口密度每平方公里58人。